# Jobson's Luck
Jobson's Luck è un cortometraggio muto del 1913 diretto da H.O. Martinek.

## Produzione
Il film fu prodotto dalla British & Colonial Kinematograph Company.

## Distribuzione
Distribuito dalla Moving Pictures Sales Agency, uscì nelle sale cinematografiche britanniche nel febbraio 1913.